# Comprehensive and Progressive Agreement for Trans-Pacific Partnership
Il Comprehensive and Progressive Agreement for Trans-Pacific Partnership (CPTPP), in italiano Accordo globale e progressivo per il partenariato transpacifico, noto anche come TPP11 o TPP-11, è un accordo commerciale tra Australia, Brunei, Canada, Cile, Giappone, Malesia, Messico, Nuova Zelanda, Perù, Regno Unito, Singapore e Vietnam.
Esso si è evoluto dal Trans-Pacific Partnership (TPP), che non è mai entrato in vigore a causa del ritiro degli Stati Uniti.
Gli undici firmatari sommano economie che rappresentano il 13,4 per cento del prodotto interno lordo globale, con circa 13,5 trilioni di dollari USA, rendendo il CPTPP una delle più grandi aree di libero scambio del mondo per PIL, insieme all'Accordo Stati Uniti-Messico-Canada, al Mercato europeo comune e al Partenariato Economico Globale Regionale.

## Storia
Il TPP era stato firmato il 4 febbraio 2016, ma non è mai entrato in vigore, perché gli Stati Uniti si sono ritirati dall'accordo subito dopo l'elezione del presidente Donald Trump.
Tutti gli altri firmatari del TPP hanno concordato nel maggio 2017 di rilanciare l'accordo, con il Giappone che, secondo quanto riferito, avrebbe assunto un ruolo di primo piano al posto degli Stati Uniti.
Nel gennaio 2018 il CPTPP è stato creato come accordo successivo, mantenendo i due terzi delle disposizioni del suo predecessore; mentre misure favorite dagli Usa, ma contestate da altri firmatari, sono state sospese e mentre la soglia per loro emanazione è stata abbassata per non richiedere l'adesione americana.
La cerimonia formale della firma si è tenuta l'8 marzo 2018 a Santiago del Cile. L'accordo specifica che le sue disposizioni entrano in vigore 60 giorni dopo la ratifica da parte di almeno la metà dei firmatari (sei degli undici paesi partecipanti).
L'Australia è stata la sesta nazione a ratificare l'accordo, il 31 ottobre 2018, ed è successivamente entrato in vigore per i primi sei paesi ratificanti il 30 dicembre 2018.
Il 31 marzo 2023 i paesi membri approvano all'unanimità l'ammissione del Regno Unito come 12° membro, il primo paese europeo a far parte dell'Accordo.
Il capitolo sulle imprese di proprietà statale (SOE) è invariato, richiedendo ai firmatari di condividere le informazioni sulle SOE tra loro, con l'intento di affrontare la questione dell'intervento statale nei mercati. Il trattato include standard più dettagliati per la proprietà intellettuale di qualsiasi accordo commerciale, nonché le protezioni contro il furto di proprietà intellettuale contro le società che operano all'estero.
Il CPTPP è paragonabile agli accordi bilaterali e multilaterali come l'Accordo di libero scambio UE-Giappone (JEFTA), USMCA, CETA, AfCFTA (ZLECA), RCEP e TTIP.

## Paesi membri
- Australia
- Brunei
- Canada
- Cile
- Giappone
- Malaysia
- Messico
- Nuova Zelanda
- Perù
- Regno Unito
- Singapore
- Vietnam